# 8112 Сезі
8112 Сезі (8112 Cesi) — астероїд головного поясу, відкритий 3 травня 1995 року.
Тіссеранів параметр щодо Юпітера — 3,248.